# Litorânea Transportes
A Litorânea foi uma empresa brasileira que atuava no ramo de transportes, fundada em 1995 no estado de São Paulo.
Operava linhas entre a Capital e o Litoral Norte Paulista e linhas intermunicipais entre essa região e o Vale do Paraíba (em ônibus urbanos e seletivos nas configurações da EMTU).
No mês de agosto de 2011 foi vendida juntamente com a Pássaro Marron por 400 milhões de reais ao Grupo Comporte, conglomerado de transportes liderado pelo empresário Nenê Constantino, que também controla a Gol Linhas Aéreas.
Em fevereiro de 2020, foi incorporada à empresa Pássaro Marron, pertencente ao mesmo grupo. Suas linhas, veículos, garagens, agências e pessoal foram repassados à nova empresa.